# سد اندیجان
سد اندیجان {{ازبکی|Andijan Dam) یک سد و نیروگاه برقابی در ازبکستان است که در Andijan, Andijan Region واقع شده‌است.